# Munitionsschlepper auf Pz.Kpfw.I
Munitionsschlepper auf Pz.Kpfw.I (Sd.Kfz.111) – niemiecki transporter amunicyjny na podwoziu czołgu lekkiego Panzerkampfwagen I, używany podczas II wojny światowej.

## Historia
Przestarzałe czołgi Panzerkampfwagen I sukcesywnie przystosowywano do pełnienia innych zadań. Od września 1939 r. przebudowywano je na opancerzone transportery amunicyjne. Zazwyczaj demontowano wieżę, a miejsce to zakrywano opancerzonym włazem, ale czasem usuwano również górną część kadłuba. Zdemontowane wieże wykorzystywano później w fortyfikacjach stałych. Na początku 1943 r. polecono przebudować tak wszystkie pozostałe Pz.Kpfw.I.